# ロバート・カーン
ロバート・エリオット・カーン（Robert Elliot Kahn, 1938年12月23日 - ）は、アメリカ合衆国の計算機科学者。ヴィントン・サーフと共にインターネットのデータ転送技術の基盤となっているTCP/IPプロトコルを開発した。通称はボブ・カーン（Bob Kahn）。

## 初期の経歴
ニューヨークのブルックリンで生まれる。父は高校の理事を務めていた。父方の親戚として未来学者のハーマン・カーンがいる。
当初はニューヨーク市立大学クイーンズ校で化学を学ぶが、ニューヨーク市立大学シティカレッジに転校し、1960年に電気工学の学士号を取得し、プリンストン大学で修士号（1962年）と博士号（1964年）を取得した。一時期ベル研究所に勤務した後、マサチューセッツ工科大学で電気工学の助教授となる。その後MITを離れ、BBNテクノロジーズに勤務するようになり、そこでIMPの開発に関わった。
1972年、国防高等研究計画局（DARPA）に移り、同年10月、International Computer Communication Conferenceで20種類のコンピュータをARPANETで相互接続するデモンストレーションを行った。これがARPANETを一般に公開した最初の機会である。その後、各種コンピュータネットワークの相互接続のためのTCP/IPプロトコル開発に関わった。DARPAのIPTO（Information Processing Techniques Office）のディレクターになり、米国政府最大のコンピュータ研究開発プログラムStrategic Computing Initiativeを開始させた。
DARPAで13年間過ごした後、1986年にCorporation for National Research Initiatives（CNRI）を創設し、2009年現在は会長、CEO、社長を務めている。CNRIは、National Information Infrastructure（NII）のための研究や開発を指揮し資金提供する非営利組織である。

## インターネット
人工衛星パケットネットワークプロジェクトに従事しているとき、カーンは後のTransmission Control Protocol（TCP）となる基本的着想を得た。これは従来のARPANETで使われていたNCPのネットワークプロトコルを置き換えることを指向したものであった。その研究を進めるうちにカーンはオープンアーキテクチャのネットワークの基礎作りに重要な役割を果たすようになった。オープンアーキテクチャのネットワークとは、各コンピュータのハードウェアやソフトウェアがどうであれ、あらゆるコンピュータを相互に接続して通信できるようなネットワークである。この目標を達成するため、TCPは以下のような特徴を持つよう設計された。
- ネットワークのごく一部に関して、パケットを転送するだけの特殊なコンピュータを通して通信できるようにする（当初ゲートウェイと呼ばれたが、現在ではルーターと呼ばれている）。
- ネットワークのどの部分も単一故障点とならないようにする。
- ネットワーク経由で送られる情報の断片には順序を示す番号を付与し、受け取った側で正しい順序で処理したり、情報の抜けを検出するのに使用する。
- 情報の送信側コンピュータは受信側から特別なパケットを受け取ることで正しく情報が受け取られたことを確認する。これをACK（Acknowledgement）と称する。
- 送信途中の情報が失われた場合、それがタイムアウト（timeout）によって検出されると、情報は再送（retransmit）される。タイムアウトは一定時間ACKが返ってこないことで発生する。
- 情報にはチェックサムを付与して内容の誤り検出を行う。チェックサムは送信側が付与し、最終受信者がチェックして途中で誤りが混入していないか確かめる。

ヴィントン・サーフは1973年春にカーンのプロジェクトに参加し、共同でTCPの最初のバージョンを完成させた。後にこれが二つの階層に分離され、下位層部分をInternet Protocol（IP）と呼ぶようになった。TCPとIPは合わせてTCP/IPと呼ばれ、インターネットの基盤となっている。
インターネット関連の標準策定、ポリシー策定、教育を目的とし、1992年、ヴィントン・サーフと共にインターネット協会を創設した。
また、大規模なネット検閲の実施と「インターネット主権」の主張で知られる中国政府が烏鎮で開催してる世界インターネット大会にも参加している。

## 受賞歴

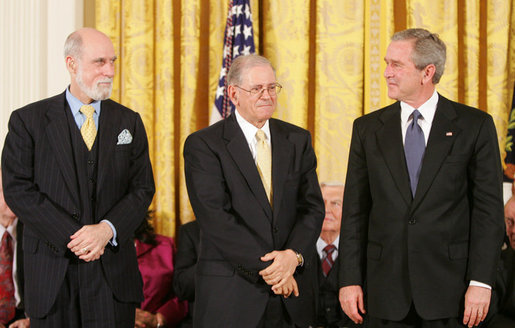
ジョージ・W・ブッシュ（右）から大統領自由勲章を授与されるヴィントン・サーフ（左）とカーン（中央）

- 1993年 - SIGCOMM Award。「情報システム技術の開発への技術的貢献とリーダーシップに対して」。
- 1997年 - アメリカ国家技術賞
- 2001年 - チャールズ・スターク・ドレイパー賞
- 2001年 - Association for Computing Machinery（ACM）フェロー[9]
- 2002年 - アストゥリアス皇太子賞学術・技術研究部門
- 2004年 - チューリング賞。ヴィントン・サーフと共同受賞。受賞理由は「インターネットワーキングの基本通信プロトコル……を含むネットワーク間接続の先駆的貢献と……ネットワーク全般でのリーダーシップに対して」[1]。
- 2005年 - 大統領自由勲章受勲[10]
- 2005年 - C&C賞
- 2006年 - 全米発明家殿堂
- 2006年 - コンピュータ歴史博物館フェロー
- 2008年 - 日本国際賞。ヴィントン・サーフと共同受賞。受賞業績は「インターネットのネットワーク設計概念と通信プロトコルの創成」[11]。
- 2010年 - ハロルド・ペンダー賞（ペンシルベニア大学）。ヴィントン・サーフと共同受賞。
- 2012年 - インターネットの殿堂入り（インターネットソサエティ）[12]
- 2013年 - クイーンエリザベス工学賞[13]
- 2018年 - ベンジャミン・フランクリン・メダル
- 2024年 - IEEE栄誉賞
- 2024年 - ワシントン賞

### 名誉博士号
- プリンストン大学
- パヴィア大学
- チューリッヒ工科大学
- メリーランド大学
- ジョージ・メイソン大学
- セントラルフロリダ大学
- ピサ大学

カーンはクアルコムの取締役も務めている。